# Poricella subspatulata
Poricella subspatulata is een mosdiertjessoort uit de familie van de Arachnopusiidae. De wetenschappelijke naam van de soort is voor het eerst geldig gepubliceerd in 1950 door Osburn.